# 小吻鰕虎魚
小吻鰕虎魚（学名：Rhinogobius parvus）为鰕虎魚科吻鰕虎魚屬的鱼类。在中国，分布于广西龙州等。该物种的模式产地在广西龙州。
其种加词“Parvus”意为“小的”。